# Biomutant
Biomutant è un videogioco action RPG del 2021, sviluppato da Experiment 101 e pubblicato da THQ Nordic per Windows, PlayStation 4 e Xbox One. e l'anno successivo per le console di nona generazione.

## Trama
Il mondo di Biomutant è stato colpito da un improvviso disastro naturale che ha causato l'inquinamento dell'Albero della vita, il quale possiede cinque enormi radici attraverso cui rilascia energia in tutto il pianeta.
Il mondo è abitato da sei diverse tribù, ognuna delle quali può essere influenzata dalle scelte effettuate dal protagonista.

## Modalità di gioco
Biomutant è un videogioco action RPG ambientato in un mondo aperto, in stile post-apocalittico, e giocato da una prospettiva in terza persona in cui il giocatore prende il controllo di una creatura simile ad un procione geneticamente modificato che dovrà affrontare altri animali mutanti.
Il gioco offre la possibilità di personalizzare il protagonista in aspetti quali sesso, altezza, forma del corpo, pelliccia e zanne, ognuno dei quali contribuisce a creare una statistica di base del personaggio. Il sistema di combattimento combina le arti marziali classiche a colpi a lungo raggio con armi improvvisate; per ottenere vantaggi contro certi tipi di nemici, si possono utilizzare anche delle parti del corpo biomeccaniche come gambe, ali e artigli robotici.
Nel gioco è presente un sistema meteorologico dinamico ed un ciclo diurno-notturno che influisce sul comportamento dei nemici.

## Sviluppo
Lo sviluppo di Biomutant è iniziato nel luglio del 2017, pochi mesi dopo la fondazione dello studio Experiment 101. Il 22 agosto il gioco è stato annunciato ufficialmente durante la Gamescom di Colonia.
Il 26 gennaio 2021 è stato annunciato che Biomutant sarebbe stato commercializzato in tutto il mondo a partire dal 25 maggio seguente.

## Accoglienza
| Testata                          | Versione      | Giudizio |
| -------------------------------- | ------------- | -------- |
| Metacritic (media al 09-06-2021) | PC            | 67/100   |
| Metacritic (media al 09-06-2021) | PS4           | 64/100   |
| Metacritic (media al 09-06-2021) | XONE          | 68/100   |
| Destructoid                      | Tutte         | 8/10     |
| Electronic Gaming Monthly        | XONE          | 2/5      |
| Game Informer                    | PS4           | 6.5/10   |
| GameSpot                         | PC            | 6/10     |
| GamesRadar+                      | PC            | 3/5      |
| IGN                              | PS4, PC, XONE | 6/10     |
| PC Gamer                         | PC            | 60/100   |